# Gewone duizendpoten
De gewone duizendpoten (Lithobiidae) zijn een familie van duizendpoten binnen de orde Lithobiomorpha met 85 geslachten.

## Kenmerken
Deze dieren hebben meestal een roodbruin lichaam, dat soms ook feller gekleurd is. Ze hebben 15 paar poten en draadvormige antennen, die zijn samengesteld uit 75 tot 80 geledingen. De lichaamslengte varieert van 0,6 tot 4,5 cm. Ze kunnen 5 tot 6 jaar oud worden.

## Levenswijze
Lithobiidae zijn terrestrische duizendpoten. Ze leven in vochtige omgevingen, bijvoorbeeld onder rotsen en boomstammen, in grotten of in tuincompost. Het zijn roofdieren die zich voeden met de zachte delen van kleine insecten, spinnen en pissebedden. Ze eten ook af en toe schimmelsporen en rottende planten.

## Voortplanting
Als de jongen worden geboren, hebben ze al 7 paar poten. Na elke vervelling komt er een segment met een pootpaar bij.

## Verspreiding en leefgebied
De Lithobiidae zijn verspreid over alle continenten, met uitzondering van Antarctica, maar de meeste soorten komen voor in de holarctische wateren. Het is onduidelijk welke soorten vanuit het palearctisch gebied in het nearctisch gebied zijn geïntroduceerd en vice versa. Veel soorten komen ook voor in het Oriëntaals gebied, andere uit Zuid-Afrika en Australië zouden neozoën kunnen zijn. Aan sommige soorten is meerdere malen een wetenschappelijke naam toegekend vanwege hun verspreiding op verschillende continenten.

## Taxonomie
- Alaskobius Chamberlin, 1946
- Anodonthobius Matic 1983
- Archethopolys Chamberlin, 1925
- Arebius Chamberlin, 1917
- Arenobius Chamberlin, 1912
- Arkansobius Chamberlin, 1938
- Atethobius Chamberlin, 1915
- Australobius Chamberlin, 1920
- Banobius Chamberlin, 1938
- Bothropolys Wood, 1862
- Calcibius Chamberlin & Wang, 1952
- Cerrobius Chamberlin, 1942
- Cruzobius Chamberlin, 1942
- Dakrobius Zalesskaya, 1975
- Delobius Chamberlin, 1915

- Elattobius Chamberlin, 1941
- Enarthrobius Chamberlin, 1926
- Escimobius Chamberlin, 1949
- Ethopolys Chamberlin, 1912
- Eulithobius Stuxberg, 1875
- Eupolybothrus Verhoeff in Bronn, 1907
- Friobius Chamberlin, 1943
- Gallitobius Chamberlin, 1933
- Garcibius Chamberlin, 1942
- Garibius Chamberlin, 1913
- Georgibius Chamberlin, 1944
- Gonibius Chamberlin, 1925
- Gosibius Chamberlin, 1912
- Guambius Chamberlin, 1912
- Guerrobius Chamberlin, 1942[1]

- Harpolithobius Verhoeff, 1904
- Helembius Chamberlin, 1918
- Hessebius Chamberlin, 1941
- Juanobius Chamberlin, 1928
- Kiberbius Chamberlin, 1917
- Labrobius Chamberlin, 1915
- Liobius Chamberlin & Mulaik, 1940
- Lithobius Leach, 1814
- Llanobius Chamberlin & Mulaik, 1940
- Lobochaetotarsus Verhoeff, 1934
- Lophobius Chamberlin, 1922
- Malbius Chamberlin, 1943
- Mayobius Chamberlin, 1943
- Metalithobius Chamberlin, 1910
- Mexicobius Chamberlin, 1915

- Mexicotarsus Verhoeff, 1934
- Monotarsobius Verhoeff, 1905
- Nadabius Chamberlin, 1913
- Nampabius Chamberlin, 1913
- Neolithobius Stuxberg, 1875
- Nipponobius Chamberlin, 1929
- NothembiusChamberlin, 1917
- Nuevobius Chamberlin, 1941
- Oabius Chamberlin, 1917
- Ottobius Chamberlin, 1952
- Paitobius Chamberlin, 1912
- Paobius Chamberlin, 1922
- Pholobius Chamberlin, 1917
- Photofugia Hoffer 1937
- Physobius Chamberlin, 1945

- Planobius Chamberlin & Wang, 1952
- Pleurolithobius Verhoeff, 1899
- Pokabius Chamberlin, 1912
- Popobius Chamberlin, 1941
- Pseudolithobius Stuxberg, 1875
- Pterygotergum Verhoeff, 1934
- Schizotergitius Verhoeff, 1930
- Serrobius Causey, 1942
- Shosobius Chamberlin & Wang, 1952
- Simobius Chamberlin, 1922
- Sonibius Chamberlin, 1912
- Sotimpius Chamberlin, 1912
- Sozibius Chamberlin, 1912
- Taiyubius Chamberlin, 1912
- Texobius Chamberlin & Mulaik, 1940

- Tidabius Chamberlin, 1913
- Tigobius Chamberlin, 1917
- Tropobius Chamberlin, 1943
- Typhlobius Chamberlin, 1922
- Uncobius Chamberlin, 1943
- Validifemur Ma, Song & Zhu, 2007[2]
- Vulcanbius Chamberlin, 1943
- Watobius Chamberlin, 1911
- Zinapolys Chamberlin, 1912
- Zygethopolys Chamberlin, 1925

## In Nederland waargenomen soorten
- Genus: Lithobius
  - Lithobius aeruginosus - (Spitstandsteenloper)
  - Lithobius agilis - (Rimpelsteenloper)
  - Lithobius borealis - (Noordse Steenloper)
  - Lithobius calcaratus - (Kalksteenloper)
  - Lithobius crassipes - (Grootoogsteenloper)
  - Lithobius curtipes - (Kleinoogsteenloper)
  - Lithobius dentatus - (Tandsteenloper)
  - Lithobius erythrocephalus - (Roodhalssteenloper)
  - Gewone steenloper (Lithobius forficatus)
  - Lithobius lapidicola - (Kleine Bossteenloper)
  - Lithobius lusitanus - (Zandsteenloper)
  - Lithobius macilentus - (Glanzende Steenloper)
  - Huissteenloper (Lithobius melanops)
  - Lithobius microps - (Dwergsteenloper)
  - Lithobius muticus - (Breedkopsteenloper)
  - Lithobius pelidnus - (Grote Bossteenloper)
  - Lithobius piceus - (Viertandsteenloper)
  - Lithobius pilicornis - (Grote Steenloper)
  - Lithobius subtilis - (Gladkopsteenloper)
  - Lithobius tenebrosus
  - Lithobius tricuspis - (Drietandsteenloper)